# 溫尼
溫尼，是愛沙尼亞西維魯縣的一個鄉村型市镇，位於該國北部，行政中心設於帕尤斯蒂，市镇面積1013平方公里，2021年时人口数量为6,798人，人口密度每平方公里6.7人。

## 行政管理
2017年爱沙尼亚行政改革后，原温尼市镇、拉埃克韋雷市镇和賴加韋雷市镇合并成新的温尼市镇。
新的温尼市镇包括6个小镇和70个村庄。